# Мис Лісовського
64°19′55″ пн. ш. 173°32′09″ зх. д. / 64.33194° пн. ш. 173.53583° зх. д.
Мис Лісовського — скелястий обривистий мис на східному узбережжі Чукотського півострова, омивається Беринговим морем в межах Провіденського району Чукотського автономного округу Росії.
Розташований біля західного входу в бухту Провидіння. Являє собою сопку, відповідно піднятого блоку, мориста грань якого утворена зміщенням тектонічного розлому. З'єднаний з материковою частиною вузьким перешийком, з півночі обмежений акваторією озера «Глибоке». З боку моря біля скель мису знаходяться два великих останця-кекура «камінь Північний» і «камінь Південний». Поблизу знаходяться 2 навігаційних маяка і будівлі колишньої полярної гідрометеостанції.
Названий у 1876 році на честь адмірала С. С. Лісовського, командувача російських військово-морських сил у Тихому океані. Назва мовою ескімосів — «Агнык» («день»).
На скелях мису гніздяться кайра, кочівний буревісник, берингов баклан, мартин трипалий, тихоокеанський чистик, іпатка.